# Lipide dubbellaag

Dwarsdoorsnede van een lipide dubbellaag. Het membraan bestaat hier volledig uit fosfatidylcholine.

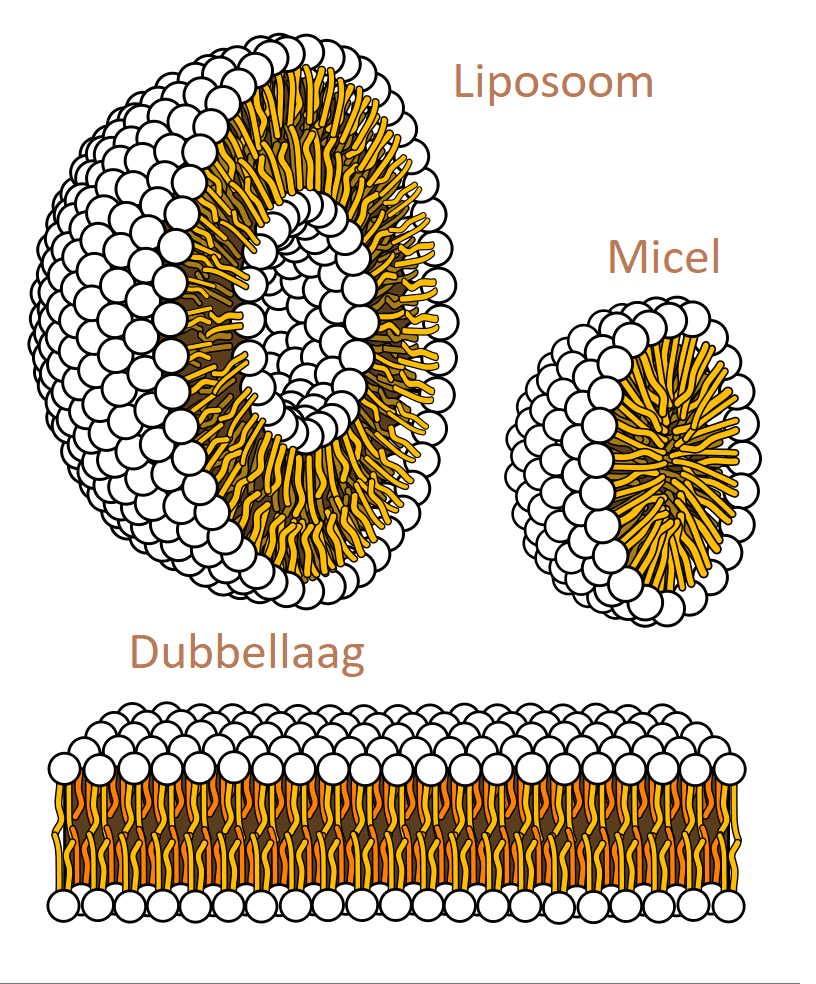
De drie hoofdstructuren die fosfolipiden vormen in oplossing; het liposoom (een gesloten dubbellaag), de micel en de dubbellaag.

Een lipide dubbellaag is een polair membraan bestaande uit twee lagen van lipidemoleculen. Het zijn stabiele, vlakke structuren die een aaneengesloten barrière vormen rond alle levende cellen en organellen. Ondanks dat lipide dubbellagen slechts enkele nanometers dik zijn, zijn ze nagenoeg ondoordringbaar voor de meeste ionen, eiwitten en wateroplosbare moleculen. Een lipide dubbellaag zorgt ervoor dat dergelijke stoffen niet vrijelijk de cel in- of uit-diffunderen. Cellen kunnen de concentraties van stoffen reguleren door deze over het membraan te transporteren.
Natuurlijke lipide dubbellagen zijn over het algemeen samengesteld uit fosfolipiden. Een fosfolipide is een langwerpig molecuul met een hydrofiele fosfaatkop en een hydrofobe staart bestaande uit twee vetzuurketens. In een dubbellaag wijzen de apolaire vetzuurstaarten met hun uiteinden naar het centrum toe (weg van het water). De polaire koppen vormen de binnen- en buitenoppervlakte van de dubbellaag die in contact staat met het omringende water. De flexibiliteit en beweeglijkheid van een lipide dubbellaag is afhankelijk van de moleculaire dichtheid van de fosfolipiden.
In de meeste biologische membranen komen naast fosfolipiden ook andere lipidenverbindingen voor. In dierlijke cellen is cholesterol bijvoorbeeld een belangrijk versoepelend onderdeel van het membraan. Omdat lipide dubbellagen de buitenste grenzen van een cel vormen, zijn ze betrokken bij veel intra- en extracellulaire processen. Eiwitten in membranen spelen bijvoorbeeld een rol bij het laten samensmelten van twee lipide dubbellagen, zoals bij de bevruchting tussen een eicel en een zaadcel, of bij het binnendringen van een virus.
Omdat lipide dubbellagen moeilijk te prepareren zijn voor onderzoek en vrijwel onzichtbaar zijn onder een lichtmicroscoop, waren ze lange tijd een uitdaging om te bestuderen. Moderne experimenten met lipide dubbellagen vereisen vaak geavanceerde technieken zoals elektronenmicroscopie en atoomkrachtmicroscopie.

## Structuur en eigenschappen
Wanneer fosfolipiden worden blootgesteld aan water, nemen ze een tweelaagse structuur aan. Watermoleculen worden aangetrokken tot de hydrofiele koppen van de fosfolipide, maar worden afgestoten door de vetzuurstaarten. Zo komen de fosfolipiden in een tweezijdig vlak te liggen, met de hydrofobe staarten in het midden en de hydrofiele koppen aan de twee oppervlaktelagen. Het midden van deze dubbellaag bevat bijna geen water en opgeloste stoffen zoals suikers of zouten. De vorming van een lipide dubbellaag wordt aangedreven door niet-covalente interacties zoals van der vanderwaalskrachten, elektrostatica en waterstofbruggen.
De kop van een fosfolipide kan de chemische eigenschappen van de dubbellaag sterk beïnvloeden. De kop kan bijvoorbeeld dienen als "ankerpunt" voor andere moleculen in het membraan. Ook de vetzuurstaarten hebben invloed op de eigenschappen van het membraan: zo bepalen zij bij welke temperatuur het membraan een faseovergang ondergaat.

### Opbouw

Dwarsdoorsnede van een lipide dubbellaag (algemeen). Er zijn drie verschillende gebieden te onderscheiden: de volledig gehydrateerde kopgroepen, de niet-gehydrateerde vetzuurkern en een kort overgangsgebied.

Een lipide dubbellaag is extreem dun in vergelijking met zijn zijdelingse dimensies. Als een normale zoogdiercel (met een diameter van ongeveer 10 micrometer) zou worden vergroot tot de grootte van een watermeloen (~ 30 cm), dan zou de lipide dubbellaag die het celmembraan vormt ongeveer even dik zijn als een vel papier. Een lipide dubbellaag is in transversale richting op te delen in drie afzonderlijke chemische gebieden. Deze gebieden zijn vastgesteld door middel van röntgenreflectometrie, neutronendiffractie en kernspinresonantie.
Het eerste gebied, aan de buitenste zijden van de dubbellaag, bestaat uit hydrofiele groepen. Dit gedeelte van het membraan is volledig gehydrateerd en is ongeveer 0,8–0,9 nanometer in dikte. In fosfolipide dubbellagen bevindt de fosfaatgroep zich in dit gehydrateerde gebied, ongeveer 0,5 nm buiten de hydrofobe kern. In enkele gevallen kan het gehydrateerde gebied veel groter zijn, bijvoorbeeld in lipiden waar een eiwit of groot koolhydraat aan de kop is gebonden. Een bekend voorbeeld van een dergelijke modificatie is de lipopolysacharidelaag op een bacterieel buitenmembraan. De bacterie gebruikt deze wateraantrekkende laag om uitdroging te voorkomen.
Direct naast de hydrofiele laag bevindt zich een "overgangsgebied" dat slechts gedeeltelijk gehydrateerd is. Dit gebied wordt de overgangslaag genoemd en is ongeveer 0,3 nanometer dik. Binnen deze korte afstand daalt de waterconcentratie van 2,0 M aan de kopgroepzijde naar bijna nul aan de staart (kern)-zijde. De hydrofobe kern van de dubbellaag is normaal gesproken 2.5–4 nanometer dik, maar deze dikte kan, afhankelijk van de lengte van de vetzuurketens en temperatuur, sterk variëren.

### Asymmetrie
In veel natuurlijk voorkomende membranen is er een verschil in samenstelling tussen de buitenste en binnenste halflaag. Omdat de twee lagen verschillende lipidemoleculen bevatten, wordt het membraan asymmetrisch genoemd. Een goed voorbeeld van een asymmetrisch membraan komt voor in menselijke rode bloedcellen. De binnenlaag (cytoplasma-zijde) van dit membraan bestaat voornamelijk uit fosfatidylethanolamine, fosfatidylserine en fosfatidylinositol. De buitenste (extracellulaire) laag is daarentegen opgebouwd uit fosfatidylcholine, sfingomyeline en diverse glycolipiden.
Deze asymmetrie komt (in ieder geval gedeeltelijk) voort uit de manier waarop de lipiden in de cel worden gemaakt en verwerkt. De meeste fosfolipiden worden intracellulair gesynthetiseerd en ingebracht in de binnenste lipidenlaag: de lipiden die in buitenste laag horen, worden vervolgens vanuit de binnenste laag naar buiten getransporteerd door een klasse enzymen genaamd flippasen. Andere lipiden, zoals sfingomyeline, worden rechtstreeks aan de extracellulaire zijde gesynthetiseerd.

## Biologische functies

### Ruimtelijke scheiding
De voornaamste rol van een lipide dubbellaag in organismen is het ruimtelijk scheiden van stoffen in compartimenten; het inwendige van een cel moet op de een of andere manier afgescheiden zijn van zijn omgeving. In alle levensvormen komen lipide dubbellagen voor met deze functie, behalve bij een aantal soorten archaea die een speciaal aangepaste lipide monolaag gebruiken. Het scheidingsvermogen van de lipide dubbellaag is gebaseerd op het feit dat hydrofiele moleculen niet gemakkelijk de hydrofobe membraankern kunnen passeren. Binnen cellen zijn de celkern, mitochondriën en chloroplasten omgeven door twee lipide dubbellagen (een dubbel membraan). De meeste andere organellen worden omgeven door een enkele lipide dubbellaag (zoals de endoplasmatische reticula, het golgiapparaat en de lysosomen).
Prokaryoten beschikken over één lipide dubbellaag: het celmembraan (ook wel het plasmamembraan genoemd). Veel prokaryoten hebben daarnaast ook een celwand, maar de celwand bestaat uit eiwitten of lange ketens van koolhydraten, niet uit lipiden. Eukaryoten hebben in tegenstelling tot prokaryoten veel organellen die eveneens omgeven worden door een of meer lipide dubbellagen. Samen vormen zij een enorm membraanoppervlak dat nodig is voor diverse levensprocessen. In levercellen vertegenwoordigt het plasmamembraan slechts twee procent van het totale cellulaire membraanoppervlak; het endoplasmatisch reticulum telt voor meer dan dan vijftig procent en de mitochondriën voor nog eens dertig procent.

### Celcommunicatie

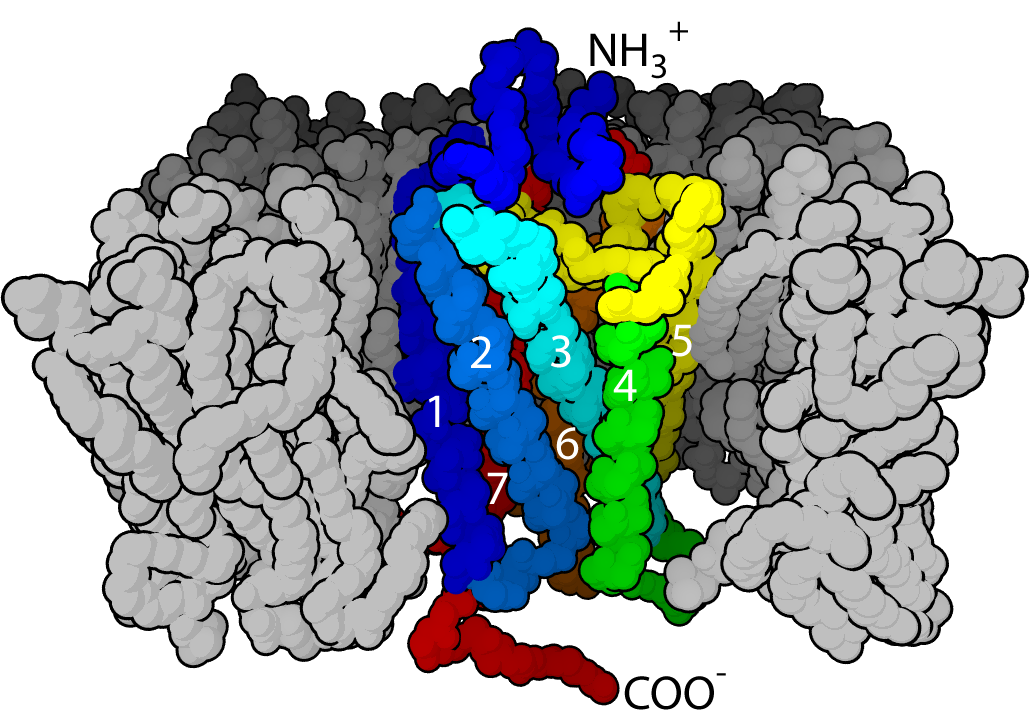
Illustratie van een G-proteïnegekoppelde receptor. Door binding van een hormoon aan het uitwendige domein (blauw) verandert het membraaneiwit van vorm en katalyseert een chemische reactie aan het inwendige domein (rood). Lipide dubbellaag in grijs.

Misschien wel de meest bekende vorm van cellulaire communicatie over membranen is de overdracht van zenuwimpulsen bij een synaps. Impulsen worden van de ene naar de andere zenuwcel overgedragen door middel van de afgifte van neurotransmitters. Deze overdracht wordt mogelijk gemaakt door de werking van synaptische blaasjes. Deze blaasjes versmelten met het presynaptisch membraan en geven de inhoud ervan vrij aan de buitenkant van de cel. De neurotransmitters diffunderen vervolgens razendsnel door de synaptische spleet naar het postsynaptische membraan. Impulsoverdracht wordt mogelijk gemaakt door een voortdurende handhaving van het membraanpotentiaal.
Een lipide dubbellaag is ook van groot belang bij signaaltransductie. Vrijwel elke levende cel bevat in zijn membranen een veelheid aan integrale membraaneiwitten. Geschat wordt dat een derde van het menselijke proteoom (alle eiwitten in het lichaam) membraaneiwitten zijn. Veel van deze eiwitten zijn gebonden aan de buitenkant van het celmembraan. Een voorbeeld is het CD59-eiwit, dat ervoor zorgt dat het immuunsysteem de cel aanziet als lichaamseigen. Hiv kan het immuunsysteem met behulp van deze membraaneiwitten ontwijken, door de CD59-eiwitten aan zijn eigen membraan te binden. Andere membraaneiwitten overspannen de gehele lipide dubbellaag en kunnen signalen van buiten de cel aan het cytoplasma doorgeven. De meest voorkomende klasse van dit type eiwit is de G-proteïnegekoppelde receptor.
Lipide dubbellagen zijn ook direct betrokken bij celcommunicatieprocessen. Een klassiek voorbeeld hiervan is de door fosfatidylserine veroorzaakte fagocytose. Normaal gesproken is fosfatidylserine alleen aanwezig aan de binnenkant van het celmembraan. Tijdens apoptose zorgt het eiwit scramblase ervoor dat de fosfatidylserinen ook aan de buikenkant van het celmembraan voorkomen. De aanwezigheid van fosfatidylserine in het extracellulaire milieu kan herkend worden door een fagocyterende macrofaag, die de cel dan opruimt.

## Transport over lipide dubbellaag

### Passieve diffusie
De meeste polaire moleculen hebben een lage oplosbaarheid in de koolwaterstofkern van een lipide dubbellaag, waardoor de permeabiliteitscoëfficiënt over het membraan erg laag is. Dit effect is vooral van belang voor geladen deeltjes, die een nog lagere permeabiliteitscoëfficiënt hebben dan neutrale polaire moleculen. Anionen hebben doorgaans een hogere diffusiesnelheid door dubbele lagen dan kationen. Vergeleken met ionen hebben watermoleculen feitelijk een relatief grote permeabiliteit door de dubbellaag, wat ook blijkt uit het proces osmose. Wanneer een cel met een hoge interne zoutconcentratie in een oplossing met een lage zoutconcentratie wordt geplaatst, zal deze opzwellen en uiteindelijk barsten. Een dergelijk effect zou niet plaats kunnen vinden indien water moeilijk de dubbellaag kon passeren. De abnormaal grote permeabiliteit van water door lipide dubbellagen is nog steeds niet volledig begrepen en blijft onderwerp van onderzoek.
Kleine ongeladen (apolaire) moleculen diffunderen door lipide dubbellaagen vele ordes van grootte sneller dan ionen of water. Dit geldt zowel voor vetten als organische oplosmiddelen zoals chloroform en ether. Grotere moleculen diffunderen – ongeacht hun polariteit – per definitie langzamer over lipide dubbellagen dan kleine moleculen.

### Ionenpompen en kanalen
Er bestaan twee klassen van eiwitten die betrokken zijn bij het in orde houden van ionengradiënten langs membranen: de ionkanalen en ionenpompen. Zowel pompen als kanalen zijn integrale membraaneiwitten die in de gehele lipide dubbellaag zijn verankerd. Ionenpompen zijn de eiwitten die actief ionengradiënten aanleggen en in stand houden. Ze gebruiken daarbij ATP als energiebron om ionen tegen de concentratiegradiënt te verplaatsen; naar een gebied met een hoger chemische potentiaal. 
De energiebron kan naast ATP ook een andere chemische gradiënt zijn, zoals bij de natrium-calciumuitwisselaar. Ionenpompen zijn van essentieel belang voor celstofwisseling. Cellen kunnen hun interne pH reguleren door middel van het pompen van protonen.
In tegenstelling tot ionenpompen leggen ionkanalen geen chemische gradiënten aan, maar maken het passief transport van ionen over het membraan mogelijk. Een van de bekendste en best bestudeerde ionkanalen is het spanningsafhankelijke Na+-kanaal, waarmee een actiepotentiaal langs zenuwcellen kan worden geleid. Ionkanalen kunnen alleen door een specifiek proces openspringen. In het vorige voorbeeld was het een elektrisch signaal, maar andere kanalen kunnen worden geopend door binding van een moleculaire agonist of door een conformationele verandering in een nabijgelegen eiwit.

### Endocytose en exocytose
Sommige moleculen zijn te groot of te hydrofiel om de lipide dubbellaag te passeren. Ook komt het voor dat moleculen in zulke grote aantallen over het membraan getransporteerd moeten worden dat transport via kanalen onuitvoerbaar is. In beide gevallen kan passage worden uitgevoerd door middel van membraanfusie van blaasjes (vesikels). Blaasjes die in de cel worden gevormd fuseren met het plasmamembraan om de inhoud ervan vrij te geven aan het extracellulaire milieu (exocytose). Andersom kan een gedeelte van het celmembraan naar binnen stulpen en uiteindelijk een blaasje vormen, zodat een deel van de extracellulaire vloeistof wordt ingesloten om het in de cel te vervoeren (endocytose).
Endocytose en exocytose berusten op verschillende moleculaire mechanismen, maar de twee processen zijn uiterst nauw met elkaar verbonden. De onderlinge afhankelijkheid heeft voornamelijk te maken met de grote hoeveelheid lipidemateriaal dat tijdens de processen wordt gebruikt. Tijdens een half uur stroomt er evenveel lipidemateriaal door endocytose/exocytose in en uit de cel, als dat nodig zou zijn voor de opbouw van het gehele celmembraan. De twee processen houden elkaar precies in evenwicht: dat wat verloren gaat tijdens exocytose wordt aangemaakt tijdens endocytose.

### Elektroporatie
Elektroporatie is een techniek waarbij de permeabiliteit van een lipide dubbellaag snel wordt verhoogd door het toedienen van een korte elektrische puls. In experimenten wordt elektroporatie gebruikt om hydrofiele moleculen in cellen te introduceren. Het is met name bruikbaar voor het inbrengen van grote, sterk geladen moleculen zoals DNA in een cel. DNA zou normaal gesproken nooit passief over de hydrofobe dubbellaagkern diffunderen. Elektroporatie is een belangrijke methode voor het genetisch transformeren van bacteriën. Er is voorgesteld dat elektroporatie als gevolg van blikseminslagen het mechanisme achter natuurlijke horizontale genoverdracht zou kunnen zijn.

## Mechanica

Twee mogelijke conformaties van de lipiden aan de rand van een porie. In de bovenste afbeelding staan de lipiden in hun initiële positie, dus de poriewand is hydrofoob. In de onderste afbeelding zijn enkele lipidekoppen gebogen, zodat de poriewand hydrofiel is.

Lipide dubbellagen zijn onderwerp van studie in de vloeistofmechanica. De mechanische eigenschappen van een simpele lipide dubbellaag wordt vaak beschreven door middel van drie elasticiteitsmoduli: gebiedscompressiemodulus Ka, buigmodulus Kb en randenergie {\displaystyle \Lambda }. Vaste lipide dubbellagen hebben ook een schuifmodulus, maar zoals in elke vloeistof is de schuifmodulus nul voor vloeibare dubbellagen. Ka en Kb beïnvloeden het vermogen van eiwitten en kleine moleculen om zich in de lipide dubbellaag te verankeren,. Daarnaast geeft de mechanica een indruk van hoe goed een celmembraan bestand is tegen druk; hoeveel druk het membraan kan verdragen voordat het barst. Hoewel lipide dubbellagen gemakkelijk buigen, kunnen de meesten niet meer dan een paar procent uitrekken voordat ze scheuren.
Zoals al eerder beschreven is de hydrofobe aantrekking tussen de lipide vetzuurstaarten in water de voornaamste kracht die lipide dubbellagen bij elkaar houdt. De elasticiteitsmodulus van de dubbellaag wordt dus voornamelijk bepaald door hoeveel extra oppervlak wordt blootgesteld aan water wanneer de lipidemoleculen uit elkaar worden gerekt. Het spreekt dan ook voor zich dat de Ka sterk afhankelijk is van osmotische druk, en in mindere mate van vetzuurlengte en verzadiging. Omdat de betrokken krachten zo klein zijn, is het buitengewoon moeilijk om Ka experimenteel te bepalen. De meeste technieken vereisen geavanceerde microscopie en uiterst gevoelige meetapparatuur.
De compressiemodulus Ka is dus een maat voor de hoeveelheid energie die nodig is om de dubbellaag uit te rekken, en Kb is een maat voor hoeveelheid energie die nodig is om de dubbellaag te buigen. {\displaystyle \Lambda } is een maat voor hoeveelheid energie die nodig is om een dubbellaagrand door middel van blootstelling aan water te scheuren of te perforeren. De oorsprong van deze energie komt voort uit het feit dat sommige van de lipidestaarten in contact komen met watermoleculen, maar de exacte oriëntatie van deze rand-lipiden is onbekend. Er zijn aanwijzingen dat zowel hydrofobe als hydrofiele poriën naast elkaar kunnen bestaan (zie de twee situaties in bovenstaande afbeelding).

## Membraanfusie

Twee mogelijke situaties van membraan-fusie: halffusie en volledige fusie. Bij hemifusie mengen alleen de buitenste lipidelagen van het membraan. In volledige fusie ontstaat één compartiment.

Membraanfusie is het proces waarbij twee lipide dubbellagen zich verenigen tot één verbonden structuur. Als beide lipidenlagen volledig fuseren, zullen de oplossingen binnen de compartimenten zich vermengen. De dubbellagen kunnen daarnaast ook half fuseren: de compartimenten zijn dan nog geen geheel geworden. Membraanfusie komt voor bij vele cellulaire processen, in het bijzonder bij eukaryoten, omdat de eukaryotische cel een complex netwerk van lipide dubbellagen bevat. Exocytose, bevruchting van een eicel door een zaadcel en transport van afvalproducten naar het lysosoom zijn enkele van de vele processen die afhankelijk zijn van een vorm van membraanfusie. Zelfs het binnendringen van ziekteverwekkers kan gezien worden als membraanfusie. Virussen zijn omringd door een eenvoudig membraan die bij een infectie fuseert met de gastheercel.
Er zijn vier basale stappen in het fusieproces te onderscheiden. Ten eerste moeten de betrokken membranen elkaar tot op enkele nanometers naderen. In de tweede stap moeten de twee dubbellagen zeer nauw contact maken (een paar ångström). Om dit nauwe contact te realiseren, moeten de twee halflagen gedeeltelijk worden gedehydrateerd, omdat het normaal aanwezige tussenliggende water ervoor zorgt dat dubbellagen elkaar afstoten. De aanwezigheid van ionen, in het bijzonder tweewaardige kationen zoals magnesium en calcium, beïnvloedt deze stap in hoge mate. In de derde stap ontstaat op een punt tussen de twee dubbellagen een destabilisatie, die de halflaagstructuren lokaal verstoort. De exacte aard van deze vervorming is niet bekend. Eén theorie stelt dat er een (gebogen) doorgang moet worden gevormd tussen de twee dubbellagen. Het zou verklaren waarom fosfatidylethanolamine, een sterk gebogen lipide, membraanfusie bevordert. Ten slotte, in de laatste stap, groeit het destabilisatiepunt uit en de twee compartimenten worden een.

### Regulatie door eiwitten

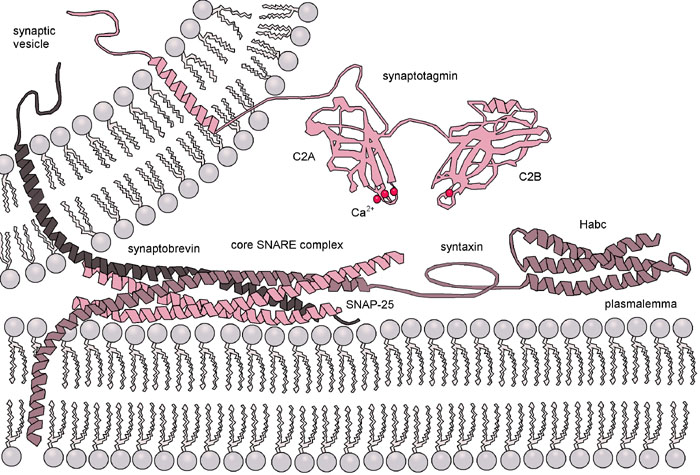
SNARE-eiwitten bereiden een blaasje voor op exocytose. De SNARE-eiwitten op het blaasje en het doelmembraan binden aan elkaar, waardoor de twee dubbellagen dicht bij elkaar worden gebracht voor fusie.

De situatie is complexer wanneer membraanfusie in vivo plaatsvindt, aangezien het fusieproces bijna altijd wordt gereguleerd door interacties tussen vele membraaneiwitten. Een bekend voorbeeld van dergelijke membraaneiwitten zijn de virale fusie-eiwitten, die een virus gebruikt om zijn genetisch materiaal in de gastheercel in te brengen (veel virussen zijn omgeven door een lipide dubbellaag; enkele anderen hebben alleen een eiwitlaag). Eukaryotische cellen gebruiken ook fusie-eiwitten, waarvan de bekendste SNARE-eiwitten zijn. SNARE-eiwitten worden gebruikt om al het intracellulaire vesikeltransport te regelen.
In de moleculaire en cellulaire biologie wordt vaak gebruik gemaakt van kunstmatige membraanfusie. Toevoeging van polyethyleenglycol (PEG) aan cellen zorgt ervoor dat de membranen samensmelten (zonder te aggregeren). Deze procedure wordt in medische context veel gebruikt, bijvoorbeeld bij het laten fuseren van B-cellen met myelomacellen. Dit wordt de hybridoomtechniek genoemd, en wordt gebruikt om antilichaamvormende cellen te genereren die een zeer lang delingspotentiaal hebben. Membraanfusie kan ook kunstmatig worden opgewekt door elektroporatie. Dit proces wordt elektrofusie genoemd.